# Élections législatives de 1968 en Guyane
Les élections législatives françaises de 1968 se déroulent le 23 juin. Dans le département de la Guyane, un député est à élire dans le cadre d'une circonscription.

## Élus
| Circonscription        | Député sortant  | Parti | Parti | Député élu ou réélu | Parti | Parti |
| ---------------------- | --------------- | ----- | ----- | ------------------- | ----- | ----- |
| Circonscription unique | Hector Rivierez |       | UDR   | Hector Rivierez     |       | UDR   |

## Résultats

### Résultats à l'échelle du département
|                | Union pour la défense de la République | 5 344  | 57,12  | 1 |  |  |
|                | Union des républicains de progrès      | 5 344  | 57,12  | 1 |  |  |
|                |                                        |        |        |   |  |  |
|                | Divers gauche                          | 4 012  | 42,88  | 0 |  |  |
|                |                                        |        |        |   |  |  |
| Inscrits       | Inscrits                               | 15 967 | 100,00 | 1 |  |  |
| Abstentions    | Abstentions                            | 6 437  | 40,31  |   |  |  |
| Votants        | Votants                                | 9 530  | 59,69  |   |  |  |
| Blancs et nuls | Blancs et nuls                         | 174    | 1,83   |   |  |  |
| Exprimés       | Exprimés                               | 9 356  | 98,17  |   |  |  |

### Résultats par circonscription
| | Hector Rivierez sortant réélu | UDR (URP)      | 5 344  | 57,12  |  |  |  |
| | Léopold Héder                 | Divers gauche  | 4 012  | 42,88  |  |  |  |
| |                               |                |        |        |  |  |  |
| Inscrits | Inscrits                      | Inscrits       | 15 967 | 100,00 |  |  |  |
| Abstentions | Abstentions                   | Abstentions    | 6 437  | 40,31  |  |  |  |
| Votants | Votants                       | Votants        | 9 530  | 59,69  |  |  |  |
| Blancs et nuls | Blancs et nuls                | Blancs et nuls | 174    | 1,83   |  |  |  |
| Exprimés | Exprimés                      | Exprimés       | 9 356  | 98,17  |  |  |  |
| Source : France, Ministère de l'intérieur. Les Elections législatives . Métropole., la Documentation française, 1974 (lire en ligne) |                               |                |        |        |  |  |  |